# Nymphon tenuipes
Nymphon tenuipes är en havsspindelart som beskrevs av Bouvier, E.L. 1911. Nymphon tenuipes ingår i släktet Nymphon och familjen Nymphonidae. Inga underarter finns listade i Catalogue of Life.